# Linia kolejowa Nymburk – Jičín
Linia kolejowa Nymburk – Jičín – jednotorowa, regionalna i niezelektryfikowana linia kolejowa w Czechach. Łączy Nymburk i Jiczyn. Przebiega przez terytorium dwóch krajów: środkowoczeskiego i hradecki.